# Kwelderkaardertje
Het kwelderkaardertje (Argenna patula) is een spinnensoort uit de familie van de kaardertjes (Dictynidae). De wetenschappelijke naam van de soort werd, als Dictyna patula, in 1874 gepubliceerd door Eugène Simon. De soort komt voor in Europa, de Kaukasus, Rusland (Europees tot Zuid-Siberië), Kirgizië en China, en mogelijk in Iran.